# Pellioditis ehrenbaumi
Pellioditis ehrenbaumi is een rondwormensoort uit de familie van de Rhabditidae.